# ورقة نيغل
ورقة نيغل هي قصة قصيرة كتبها جي. آر. آر تولكين بين عامي 1938-1939. ونُشرت أولًا في مراجعة دبلن في شهر يناير عام 1945. يمكن العثور عليها، بوضوح أكثر، في كتاب تولكين الذي يحمل عنوان شجرة وأوراق، وفي أماكن أخرى (من ضمنها مجموعات (The Tolkien Reader)، أشعار وقصص، ومجموعة منوعة من أدب تولكين، وحكايات من عالم محفوف بالمخاطر. وهو جدير بالاهتمام لأن الكتاب، الذي يتألف من مقال إبداعي تحت عنوان «عن القصص الخيالية» و«ورقة عن نيغل»، يطرح الفلسفة الضمنية (الخلق والخلق الفرعي) لكثير من كتابات تولكين الخيالية.
غالبًا ما يُنظر لقصة «ورقة نيغل» على أنها قصة رمزية من خيال تولكين الإبداعي، وإلى حد ما عن حياته.

## ملخص الحبكة الروائية
في هذه القصة، فنان يدعى نيغل، يعيش في مجتمع لا يُقدر قيمة الفن. يعمل فقط كي يسعد نفسه، ويرسم لوحة لشجرة كبيرة مع وجود غابة على مسافة منها. يزين كل ورقة من أوراق شجرته باهتمام وهوس بالتفاصيل، فيجعل كل ورقةٍ جميلةً بشكل فريد. ينتهي الأمر بنيغل بالتخلص من جميع أعماله الفنية الأخرى أو يوصلها مع اللوحة الرئيسية، فتتحول لتصبح تجسيدًا واسعًا لرؤيته.
لكن، يوجد العديد من الواجبات والأعمال الدنيوية الرتيبة التي تمنع نيغل من إعطاء عمله الفني الاهتمام الذي يستحقه، وبالتالي فإنه يبقى غير مكتمل ولا يُنجز بالكامل.
يعرف نيغل في قرارة نفسه أن رحلة رائعة تنتظره ليعيشها، ويجب أن يحزم أمتعته ويجهز نفسه لها.
هناك أيضًا جار نيغل، وهو بستاني اسمه باريش، يزوره بشكل مستمر ليطلب منه شتى أنواع المساعدة. باريش مُقعد ولديه زوجة مريضة ويحتاج للمساعدة بالفعل. يستغرق نيغل، الذي يمتلك قلبًا طيبًا، وقتًا طويلًا للمساعدة، لكنه متردد أيضًا لأنه يجب أن يعمل على لوحته بدلًا من ذلك. لدى نيغل ضغوط عمل أخرى تتطلب اهتمامه. ثم يصاب نيغل نفسه بنزلة بردٍ أثناء قيامه بمهمة لباريش تحت المطر.
في النهاية، يضطر نيغل أن ينطلق برحلته، ولا يستطيع التهرب من ذلك.
لم يُجهز نفسه جيدًا، ونتيجةً لذلك ينتهي به المطاف في نوع من المنشآت حيث يجب أن يقوم بأعمال مُهينة يوميًا. بالعودة إلى المنزل الذي لا يستطيع الرجوع إليه، تُهمل لوحات نيغل وتستخدم لإصلاح سقف متضرر، وتُدمر جميعها (ما عدا الورقة المُتقنة الفريدة التي تحمل عنوان القصة، والتي وُضعت في المتحف المحلي).
بمرور الوقت، يُطلق سراح نيغل من المنشأة ويرسل إلى مكان «من أجل علاج لطيف». يكتشف أن هذا المكان الجديد هو بلد الشجرة والغابة في لوحته الرائعة. هذا المكان هو الإدراك الحقيقي لرؤيته، وليس النسخة المتصدعة وغير المكتملة من لوحته.
يجتمع نيغل مع جاره القديم، باريش، الذي يثبت قيمته الآن بوصفه بستانيًا، ويعملان جنبًا إلى جنب لجعل الشجرة والغابة أكثر جمالًا. في النهاية، يسير نيغل أعمق وأبعد إلى داخل الغابة، وما وراء الجبال الكبيرة التي لم يلمحها بشكل ضعيف إلا في لوحته.
بعد وقت طويل من قيام كل من نيغل وباريش برحلتهما، يصبح المكان الجميل الذي صنعاه معًا وجهةً يزورها الكثير من المسافرين قبل رحلتهم النهائية إلى الجبال ويصبح اسمه «باريش نيغل» (Niggle's Parish).

## التحليل
تؤدي قراءة دينية لقصة ورقة نيغل إلى استنتاج مفاده أن رمزية ورقة نيغل هي الحياة، والموت، والمطهر والجنة. نيغل ليس مستعدًا لهذه الرحلة التي لا مفر منها، كما البشر غير مستعدون للموت في كثير من الأحيان. الوقت الذي قضاه في المؤسسة واكتشافه اللاحق لتمثيل الشجرة للمطهر والجنة.
لكن يمكن تفسير أوراق نيغل بأنها توضيح لفلسفة تولكين الدينية للخلق والخلق الفرعي. في هذه الفلسفة، الخلق الحقيقي هو ولاية الله الخالصة، وأولئك الذين يتطلعون للخلق يمكنهم فقط أن يجعلوا أصداءً (خيرًا) أو تهكمًا (شرًا) من الحقيقة. الخلق الفرعي لأعماله التي تحاكي الخلق الحقيقي لله هي إحدى الطرق التي يمجّد البشر الله من خلالها.